# Lilu
Lilu, właściwie Aleksandra Agaciak (ur. 26 grudnia 1981 w Łodzi) – muzyk, artysta, raperka, wokalistka, autorka tekstów, kompozytorka, aktorka, aktorka Impro (improwizacji teatralnej).

## Życiorys
Występuje na scenie od szóstego roku życia, najpierw jako flecistka, następnie skrzypaczka i członkini Harcerskiego Zespołu Artystycznego "Krajki", z którym zdobywała pierwsze nagrody na wielu międzynarodowych i krajowych festiwalach zespołów dziecięcych w latach 1991-2000.  
Ukończyła Państwową Szkołę Muzyczną  im. Grażyny i Kiejsuta Bacewiczów I stopnia w Łodzi w klasie skrzypiec. Przez rok studiowała śpiew na Wydziale Jazzu i Muzyki Rozrywkowej Akademii Muzycznej w Katowicach. Ukończyła studia aktorskie w Wyższej Szkole Humanistyczno-Ekonomicznej w Łodzi dyplomowym spektaklem "Wdowy" S.Mrożka. Stypendystka rektora absolwentka studiów magisterskich na Filologii Hiszpańskiej z Amerykanistyką Filologiczną na Uniwersytecie Łódzkim. 
Jako wokalistka i raperka pod pseudonimem Lilu wydała cztery oficjalne albumy solowe („LA”, „C/A”, „Naturalna Kolej Rzeczy”, „Outro” – z czego dwie ostatnie we własnym wydawnictwie), jako gość wystąpiła na kilkudziesięciu płytach i kompilacjach czołowych polskich artystów. Od 2012r. członek muzycznego projektu historycznego zrzeszającego wielokulturową grupę wokalistek o różnych poglądach - "Morowe Panny", potem "Panny Wyklęte", z którym nagrała kilkanaście albumów i koncertuje nieprzerwanie do tej pory w całym kraju. Od momentu powstania w 2012r. członkini Jazzowego Chóru Wytwórni, z którym występowała na Letniej Akademii Jazzu, zdobyła pierwsze miejsce w kategorii "Gospel i muzyka rozrywkowa" na XVI Łódzkim Festiwalu Chóralnym "Cantio Lodziensis" oraz pierwsze miejsce w kategorii "gospel/spiritual" na międzynarodowym festiwalu chóralnym "Seghizzi" we Włoszech, otrzymując dodatkowo nagrodę publiczności. 
Autorka tekstów kilku piosenek  polskich wokalistów (m.in. dla Kasi Moś, Jareckiego, czy do singla Roberta Cichego p.t. "Rebeliant" z płyty "Dirty Sun").
Jako aktorka wystąpiła w filmie dokumentalnym "Tacy jak my",  W 10 odcinkach serialu "Pierwsza Miłość" telewizji Polsat grała rolę Róży Adamskiej, wystąpiła jako trenerka wokalno-rapowa i współautorka piosenki dziewcząt w programie "Projekt Lady" (TVN), improwizatorka w programach "Mów mi mistrzu" oraz „Anything goes, ale jazda”, wielokrotny gość programów śniadaniowych, dyskusyjnych i innych.
W latach 2014–2018 członek pierwszej w Polsce profesjonalnej grupy improwizacyjnej "Impro Atak", wraz z którym w 2017 r. została uhonorowana Nagrodą Prezydent Miasta Łodzi Za Osiągnięcia W Dziedzinie Twórczości Artystycznej, Upowszechniania i Ochrony Kultury. W latach 2018–2019 założycielka i dyrektor artystyczny własnego profesjonalnego teatru improwizacji "Tadam", współpracującego ściśle z Łódzkim Domem Kultury. W kraju i za granicą zagrała ponad 200 spektakli impro w tym musical, bajkę, długie i krótkie formy teatralne, uczestniczyła w międzynarodowych festiwalach impro, prowadziła wiele warsztatów impro dla młodzieży i firm. Twórca autorskich teatralnych form improwizowanych (m.in. Fredro improwizowany). W 2023 r. wyróżniona przez miasto Medalem na 600-lecie Łodzi.

### Albumy
| Tytuł                                         | Dane dot. albumu                              |
| --------------------------------------------- | --------------------------------------------- |
| 103% (EP; oraz Kada)                          | - Data: grudzień 2005 - Wydawca: Ślizg        |
| LA                                            | - Data: 19 września 2008 - Wydawca: MaxFloRec |
| C/A                                           | - Data: 2 grudnia 2011 - Wydawca: MaxFloRec   |
| Naturalna kolej rzeczy (mixtape; oraz DJ DBT) | - Data: 13 marca 2013 - Wydawca: Pal6         |
| Outro                                         | - Data: 4 grudnia 2015 - Wydawca: Pal6        |

### Kompilacje różnych wykonawców
| Album                                | Rok  | Utwór                                                                  | Źródło |
| ------------------------------------ | ---- | ---------------------------------------------------------------------- | ------ |
| Esencja hiphopowego podziemia        | 2005 | Tema Temzki, Lena, Zieloona, Lilu, Mea, Gonix, WdoWa – „Siła”          | [ 18 ] |
| Road Hip Hop 2005                    | 2005 | Styl/Dezinte, Lilu – „Następnego dnia rano”                            | [ 19 ] |
| EmbargoNagrania: muzyka miejska cz.1 | 2005 | Lilu – „OOOO”                                                          | [ 20 ] |
| Czarny Piątek vol.1 – polski beat    | 2005 | Łona, Lilu – „Mów do mnie”                                             | [ 21 ] |
| JuNouDet                             | 2006 | Dinal, Lilu – „Czuję się klawo”                                        | [ 22 ] |
| Hip-Hop.pl Składanka 2008            | 2008 | Lilu – „Nasz zakątek”                                                  | [ 23 ] |
| MaxFloRec – Podaj dalej              | 2009 | Lilu – „Włącz odtwarzanie” Reno – „O.N.S.” (gościnnie: Lilu)           | [ 24 ] |
| Grube jointy 2: karani za nic        | 2011 | NTK, Lilu, Kładimotor – „Podróże z marią”                              | [ 25 ] |
| MaxFloRec – Podaj dalej vol. 2       | 2012 | Lilu – „The Sound of Now”                                              | [ 26 ] |
| Morowe panny                         | 2012 | Lilu – „Drzewo” Lilu – „Rota”                                          | [ 27 ] |
| Panny wyklęte                        | 2013 | Mona, Lilu, Gonix, Dore, MRR – „Nocna zmiana” Lilu, MRR – „Walczyk”    | [ 28 ] |
| Panny wyklęte: wygnane vol. 1        | 2014 | Lilu, Fala, MRR – „Przyjaciółki” Lilu, Mona, Dore, Gonix, MRR – „List” | [ 29 ] |
| Panny wyklęte: wygnane vol. 2        | 2015 | Lilu, MRR – „Czerwone maki”                                            | [ 30 ] |

### Występy gościnne
| Album                                          | Rok  | Utwór                                                                                                 | Źródło |
| ---------------------------------------------- | ---- | --- | ------ |
| Impakte – Energia EP                           | 2004 | „Zamęt” (gościnnie: Lilu)                                                                             | [ 31 ] |
| Praktik – Dobra częstotliwość                  | 2004 | „Mamy tu co robić” (gościnnie: Lilu)                                                                  | [ 32 ] |
| Styl/Dezinte – Szalona EPka                    | 2004 | „Poznasz mnie po...” (gościnnie: Lilu) „Następnego dnia rano” (gościnnie: Lilu)                       | [ 33 ] |
| Szybki Szmal – Mixtape 2005                    | 2005 | „Cofamy się” (gościnnie: Lilu)                                                                        | [ 34 ] |
| PeeRZet & Ras – O dwóch takich co kradli bity  | 2006 | „Kiepscy gracze” (Mystikal – Danger) (gościnnie: Lilu, JS)                                            | [ 35 ] |
| Afro Kolektyw – Czarno widzę                   | 2006 | „W łóżku z licealistką” (gościnnie: Lilu)                                                             | [ 36 ] |
| Eskaubei – Sny o funku (singel)                | 2006 | „Sny o funku” (gościnnie: Lilu) „Sny o funku” (MasserMati Coupe Funky Gospel RMX) (gościnnie: Lilu)   | [ 37 ] |
| Eskaubei – Znasz tego kota?                    | 2006 | „Sny o funku” (gościnnie: Lilu)                                                                       | [ 38 ] |
| Jimson/Me?How? – Między słowami                | 2006 | „Zabierz się” (gościnnie: Lilu)                                                                       | [ 39 ] |
| Klimat – Rap wraca do parku                    | 2006 | „Tu i teraz” (gościnnie: Lilu)                                                                        | [ 40 ] |
| Dinal – W strefie jarania i strefie rymowania  | 2006 | „Ty” (gościnnie: Lilu)                                                                                | [ 41 ] |
| Cisza & Spokój – Cisza & Spokój                | 2006 | „Lofsonk / Ostatniej nocy” (gościnnie: Lilu)                                                          | [ 42 ] |
| Miuosh – Projekcje                             | 2007 | „Projekcje” (gościnnie: Lilu)                                                                         | [ 43 ] |
| White House – Kodex 3: Wyrok                   | 2007 | „Tak i nie” (gościnnie: Lilu, Ras Luta)                                                               | [ 44 ] |
| Styl/Dezinte – Szalona EPka (Extended Version) | 2008 | „Następnego dnia rano” (Road HipHop 2005 Version) (gościnnie: Lilu)                                   | [ 45 ] |
| Rahim – DynamoL                                | 2008 | „Jedna miłość” (gościnnie: Reno, Lilu) „Pod paznokciem” (gościnnie: Lilu)                             | [ 46 ] |
| EastWest Rockers – Jedyna broń                 | 2008 | „Ciemne szkła” (gościnnie: Lilu)                                                                      | [ 47 ] |
| White House – Poeci                            | 2009 | „Lokomotywa” – Julian Tuwim (gościnnie: Lilu)                                                         | [ 48 ] |
| Mrozu – Miliony monet                          | 2009 | „Trzymaj pion” (gościnnie: Lilu)                                                                      | [ 49 ] |
| Pezet – Muzyka emocjonalna                     | 2009 | „W moim świecie” (Remix) (gościnnie: Lilu) „W moim świecie” (Remix 2) (gościnnie: Lilu)               | [ 50 ] |
| Zjawin – Promo Sampler                         | 2009 | „W innym świecie” (gościnnie: Lilu, Pezet)                                                            | [ 51 ] |
| W2B – Scyzorak turistyczny                     | 2009 | „Tuzon” (gościnnie: Lilu, Marek Dulewicz, Wojtek Kosielski)                                           | [ 52 ] |
| Rahim – Podróże po amplitudzie                 | 2010 | „Można?” (gościnnie: Lilu, Grafit)                                                                    | [ 53 ] |
| Rahim – Amplifikacja                           | 2010 | „Można?” (Ludwik Zamenhof Remix) (gościnnie: Lilu, Grafit)                                            | [ 54 ] |
| Okoliczny Element – Schody donikąd             | 2011 | „Coś dobrego, coś złego” (gościnnie: Urb, Reno, Lilu) „Imprezy i bzdury” (gościnnie: Lilu, Gruby EMS) | [ 55 ] |
| NTK – Entepka                                  | 2011 | Nietykalni i Lilu – „Nietykalni już na zawsze” (gościnnie: Lilu)                                      | [ 56 ] |
| Karwan – Fabryka snów                          | 2012 | „Kłamstwa” (gościnnie: Jobikz/Zkibwoy, Lilu)                                                          | [ 57 ] |
| NNFoF – No Name Full of Fame                   | 2012 | „Wszystko albo nic” (gościnnie: Lilu, Emrat, Żyt Toster)                                              | [ 58 ] |
| Pokahontaz – Rekontakt                         | 2012 | „Nastroje” (gościnnie: Lilu)                                                                          | [ 59 ] |
| Skorup – Piękna pogoda                         | 2013 | „Taki” (gościnnie: Lilu, Jarecki)                                                                     | [ 60 ] |
| Pawbeats – Utopia                              | 2014 | „Porozmawiaj z nią” (gościnnie: Lilu, PeeRZet)                                                        | [ 61 ] |
| Proceente – Zupynalefkisplify                  | 2014 | „AE” (gościnnie: Lilu)                                                                                | [ 62 ] |
| Kleszcz, Dino – HorRYM JESTem                  | 2015 | „Spacer” (gościnnie: Lilu)                                                                            | [ 63 ] |
| Theodor – Pierwsze demo                        | 2015 | „Momenty” (gościnnie: Lilu)                                                                           | [ 64 ] |
| Biak, HWR – The Winners                        | 2016 | „The Winners” (gościnnie: Lilu)                                                                       | [ 65 ] |

## Teledyski
| Tytuł                                                                | Rok  | Reżyseria/Realizacja | Album                  | Źródło |
| -------------------------------------------------------------------- | ---- | -------------------- | ---------------------- | ------ |
| KadaLilu – „Postaw na mnie”                                          | 2006 | Ryba Film            | 103% (EP)              | [ 66 ] |
| „Kobiety” (gościnnie: Reno)                                          | 2008 | Przedmarańcza        | LA                     | [ 67 ] |
| „Kocham kocham kocham” (gościnnie: Cheeba)                           | 2008 | Przedmarańcza        | LA                     | [ 68 ] |
| „Tikatukatam” (gościnnie: Spaso)                                     | 2009 | Rebecca Graumann     | LA                     | [ 69 ] |
| „Mama mówiła”                                                        | 2011 | The NewBlack         | C/A                    | [ 70 ] |
| „Słodkich snów”                                                      | 2012 | easymonday           | Outro                  | [ 71 ] |
| „Poppin' Tags” (oraz DJ DBT)                                         | 2013 | —                    | Naturalna kolej rzeczy | [ 72 ] |
| K.R.E.M. - "Gdzieś W Sercu Miasta"                                   | 2013 | M. Domański          | bez albumu             | [ 73 ] |
| K.R.E.M. - "Co Za Ziom"                                              | 2014 | dee.projekt/YUGI     | bez albumu             | [ 74 ] |
| „#Hot16Challenge”                                                    | 2014 | —                    | —                      | [ 75 ] |
| „Zdmuchnij kurz” / „#tylewygrać”                                     | 2015 | Straight From Here   | Outro                  | [ 76 ] |
| Inne                                                                 |      |                      |                        |        |
| Rahim – „Pod paznokciem” (gościnnie: Lilu)                           | 2007 | Przedmarańcza        | DynamoL                | [ 77 ] |
| Okoliczny Element – „Coś dobrego, coś złego” (gościnnie: Reno, Lilu) | 2011 | Maciej Przygoda      | Schody donikąd         | [ 78 ] |
| EmilyRose – „Nie czeka na mnie nic”                                  | 2012 | The NewBlack         | —                      | [ 79 ] |
| Skorup – „Taki” (gościnnie: Lilu, Jarecki)                           | 2013 | Przedmarańcza        | Piękna pogoda          | [ 80 ] |
| Ceha Joint – „Nocny dromader” (gościnnie: Lilu, Ania Iwanek)         | 2014 | M.L. Filmz           | Start                  | [ 81 ] |
| Mona, Lilu, Gonix, Dore – „Nocna zmiana”                             | 2014 | Michał Wilczek       | Panny wyklęte          | [ 82 ] |
| Kleszcz, DinO – „Spacer” (gościnnie: Lilu)                           | 2015 | Przedmarańcza        | Horrym Jestem          | [ 83 ] |
| Theodor – „Moment” (gościnnie: Lilu)                                 | 2015 | Kadry Niespokojne    | Pierwsze demo          | [ 84 ] |
| Biak, HWR – „The Winners” (gościnnie: Lilu)                          | 2015 | —                    | The Winners            | [ 65 ] |

## Nagrody i wyróżnienia
| Rok  | Kategoria            | Tytułem       | Nagroda        | Uwagi     | Źródło |
| ---- | -------------------- | ------------- | -------------- | --------- | ------ |
| 2009 | Debiut realizatorski | „Tikatukatam” | Yach Film 2009 | Nominacja | [ 69 ] |

## Filmografia
| Tytuł         | Rok  | Rola          | Uwagi                                                        | Źródło |
| ------------- | ---- | ------------- | ------------------------------------------------------------ | ------ |
| „Tacy jak my” | 2016 | jako ona sama | film dokumentalny, reżyseria: Piotr Mularuk, Maria Siniarska | [ 85 ] |